# مانويل هاس
مانويل هاس (بالألمانية: Manuel Haas)‏ (7 مايو 1996 في النمسا - ) هو لاعب كرة قدم نمساوي في مركز الدفاع. شارك مع منتخب النمسا تحت 17 سنة لكرة القدم ومنتخب النمسا تحت 19 سنة لكرة القدم. أما مع النوادي، فقد لعب مع نادي ليفيرينج وKapfenberger SV ‏.

## وصلات خارجية
- مانويل هاس على موقع قاعدة بيانات كرة القدم.إي يو (الإنجليزية)
- مانويل هاس على موقع Soccerway.com (الإنجليزية)
- مانويل هاس على موقع عالم كرة القدم.نت (الإنجليزية)